# Cabeça do motor

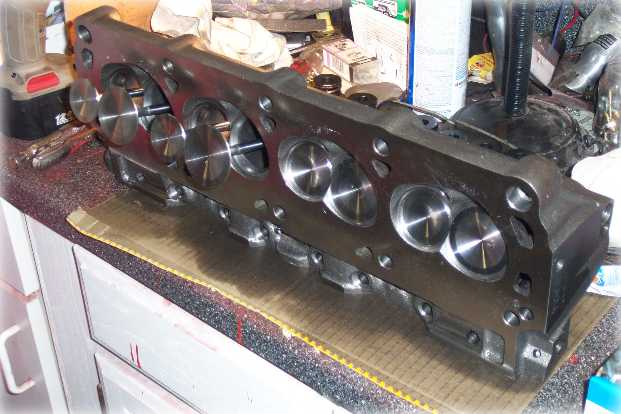
Cabeça do motor desmontada, mostrando as válvulas

Cabeça do motor(pt), cabeçote(pt-BR) ou cúpula(pt-AO) é a nomenclatura usada para se referir a parte integrante de um mecanismo. Num motor de combustão interna, cabeça  do motor é a tampa de fechamento da parte superior do bloco de cilindros e consiste numa plataforma perfeitamente fresa de modo ajustar-se ao  bloco metal a fim de oferecer resistência às explosões. Atualmente a Cabeça do motor é a parte superior da câmara de combustão e onde se localizam as velas e as válvulas de admissão e escape. Entre cabeçote e bloco está a junta de cabeçote.
Além de facilitar a manutenção do motor, a cabeça do motor é a chave para o bom desempenho, por determinar o formato da câmara de combustão, a passagem dos gases de admissão e escape, o funcionamento das válvulas e seu comando. Pode se elaborar um motor totalmente diferente em desempenho apenas alterando o cabeçote.
Usualmente é fabricada a partir do mesmo material do restante do bloco, ferro fundido, ou em motores de alto desempenho, ligas de alumínio. Como o restante do bloco, contém tubagens separados para passagem de lubrificante e água da refrigeração.